# Dubbelbandad gräsmal
Dubbelbandad gräsmal, Elachista bifasciella är en fjärilsart som beskrevs av Georg Friedrich Treitschke 1833. Dubbelbandad gräsmal ingår i släktet Elachista, och familjen gräsmalar, Elachistidae. Arten är reproducerande i Sverige.